# ASR-910

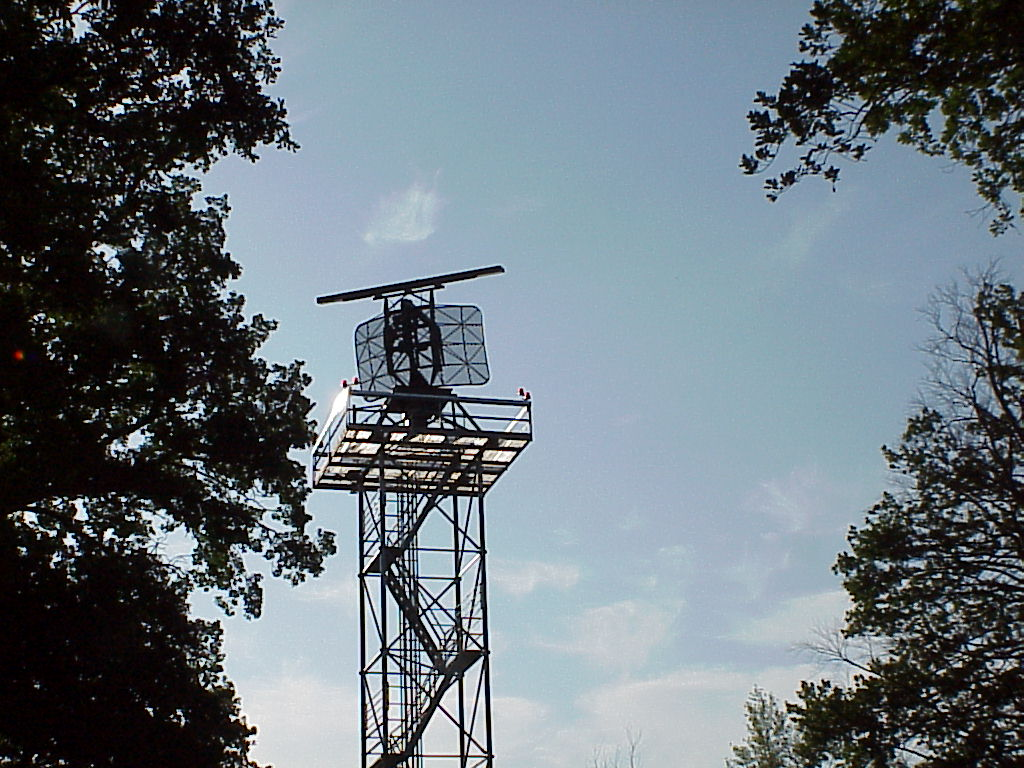
ASR-910 (Neubrandenburg/MV)

Die ASR-910 war ein auf Flugplätzen eingesetztes, fernbedienbares 2D-Flugsicherungsradargerät (Airport Surveillance Radar). Es wurde seit 1979 in Deutschland auf militärischen Flugplätzen von Heer, Luftwaffe und Marine als Primärradar verwendet. Die ASR-910 war ein stationäres, nach deutschen Vorgaben aus dem amerikanischen, mobilen Radargerät AN/TPN-24 der Firma Raytheon Company entwickeltes Radargerät. Modifiziert (andere Sichtgeräte) wurde es früher auch in den Niederlanden verwendet.
Das System bestand aus Antenne, Hohlleiter, Shelter, zwei Sichtgeräten im Anflug- und Kontrollbereich, sowie einem IFF-System (Freund-Feind-Erkennung) in dem älteren Standard Mark X. Es war zwar fernbedienbar, aber nicht vernetzbar und wurde zur Verbesserung des Erfassungbereiches auf speziellen Turmkonstruktionen installiert.
Die ASR-910 gab den Fluglotsen einen Überblick über die sich in Flugplatznähe befindenden Flugzeuge. Ein integriertes Sekundärradargerät gab auf Anforderung Zusatzinformationen, wie Flugnummer und Flughöhe. Die Luftlage wurde in den Anflugkontrollraum übertragen und konnte auf mehreren Sichtgeräten dargestellt werden. Die ASR-910 arbeitete mit zwei zeitlich versetzten Sendeimpulsen (Frequenzdiversity) mit einem Frequenzabstand von ca. 72 MHz im E-Band.
Die alte ASR-910 wurde auf den deutschen Flugplätzen durch das modernere ASR-S ersetzt. 2016 hat der letzte Fliegerhorst (Nörvenich) die neue Ausstattung bekommen.

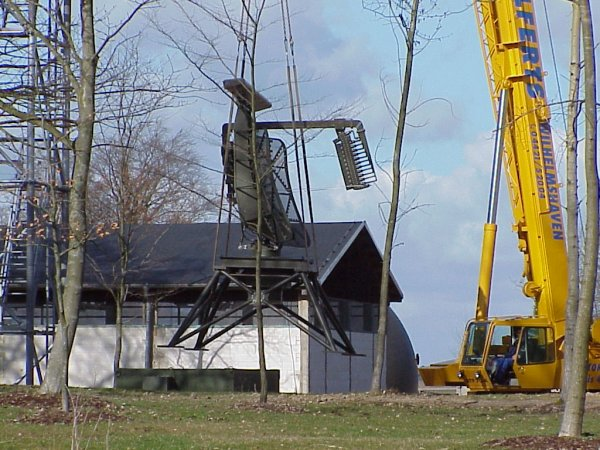
Antenne mit Turntable beim Aufbau

| Technische Daten ASR-910 | Technische Daten ASR-910         |
| ------------------------ | -------------------------------- |
| Frequenzbereich          | 2,7 – 2,9 GHz                    |
| Pulswiederholzeit        | 952,5 µs (Ø)                     |
| Pulswiederholfrequenz    | 1050 Hz (staggered)              |
| Sendezeit (PW)           | 2 mal je 1 µs                    |
| Empfangszeit             | 800 µs (≈ 60 NM)                 |
| Totzeit                  | ...                              |
| Pulsleistung             | 2 mal je 500 kW                  |
| Durchschnittsleistung    | 2 mal je 525 W                   |
| angezeigte Entfernung    | bis 110 km (60 Nautische Meilen) |
| Entfernungsauflösung     | 150 m                            |
| Öffnungswinkel           | 1,55°                            |
| Trefferzahl              | > 20                             |
| Antennenumlaufzeit       | 4,2 s                            |

## Publikationen
- Handbuch der Bundeswehr und der Verteidigungsindustrie, Flugsicherungsgerät, S.480.  Sadlowski, Bernard & Graefe, Bonn 2007, ISBN 978-3-7637-6276-7.